# Catherine Cookson
Dame Catherine Ann Cookson (geborene McMullen, * 27. Juni 1906 in Tyne Dock, South Shields; † 11. Juni 1998 bei Jesmond Dene, Newcastle upon Tyne) war eine englische Schriftstellerin. Sie publizierte auch unter den Pseudonymen Catherine Marchant und unter dem Namen ihrer Mutter Katie McMullen. Sie gehört zu den meistgelesenen englischen Autoren romantischer Prosa und hat weltweit mehr als 100 Millionen Buchexemplare verkauft.

## Leben
Catherine McMullen stammte aus ärmlichen und schwierigen familiären Verhältnissen. Unehelich geboren, ließen sie ihre Mutter Kate McMullen und ihr Stiefvater in dem Glauben, sie sei ein ausgesetztes Kind und ihre zu Trunksucht und Gewalt neigende Mutter sei ihre ältere Schwester. Sie erhielt nur ein Minimum an Schulbildung. Mit 13 Jahren erkrankte sie an einer seltenen erblichen Gefäßerkrankung (Hereditäre hämorrhagische Teleangiektasie).
Bereits als Jugendliche begann sie mit dem Verfassen von Kurzgeschichten. Mit elf Jahren sandte sie die Kurzgeschichte The Wild Irish Girl an die South Shields Gazette, die sie kommentarlos zurückgab. Mit 13 Jahren verließ sie die Schule ohne Abschluss und arbeitete als Hausmädchen in Haushalten wohlhabender Bürger. 1924 zog sie nach Hastings, wo sie eine Anstellung in einer Wäscherei fand. Sie lernte den Gymnasiallehrer Tom Cookson kennen, den sie 1940 mit 34 Jahren heiratete. In den Folgejahren erlitt sie mehrere Fehlgeburten, die Ehe blieb kinderlos.

## Karriere
Ihre erste Veröffentlichung gelang ihr, mittlerweile in einer lokalen Literaturgruppe engagiert, im Alter von 44 Jahren mit dem Roman Kate Hannigan, der 1950 veröffentlicht wurde und autobiographisch geprägt ist. In der Geschichte wird Kate, ein Mädchen aus der Arbeiterklasse, von einem Mann der oberen Mittelklasse schwanger. Kates Eltern erziehen das Kind und lassen es im Glauben, Kate sei die Schwester und sie die leiblichen Eltern. Die Veröffentlichung des Romans verursachte einen kleinen Skandal in Hastings. Einige Bürger versuchten, den Verkauf zu verhindern, weil Cookson auf den ersten Seiten detailliert die Geburtsvorgänge beschreibt.
Sie konzentrierte sich in der Folge auf Liebes- und Gesellschaftsromane im Milieu der englischen Arbeiterklasse und schrieb mehr als 100 Romane und Erzählungen, von denen jährlich oft gleich zwei oder drei veröffentlicht wurden. Dazu schrieb sie in späteren Jahren auch Kinderbücher. Noch bis zum Ende der 1960er Jahre galt sie als lokale Schriftstellerin; ihre Novelle The Round Tower wurde 1968 mit dem Winifred Holtby Memorial Prize der Royal Society of Literature als beste regionale Erzählung des Jahres ausgezeichnet, doch ab den 1970er Jahren explodierten die Verkaufszahlen geradezu. 1988 zeigte eine Statistik der britischen Leihbibliotheken, dass es sich bei rund einem Drittel aller Ausleihen um ein Catherine-Cookson-Buch handelte und ein Jahr vor ihrem Tod waren neun der zehn am häufigsten ausgeliehenen Bücher ihre Werke.
1983 erhielt sie von der Newcastle University die Ehrendoktorwürde. 1993 wurde sie von Königin Elisabeth II. als Dame Commander des Order of the British Empire (DBE) geadelt.
Ihre insgesamt fast 90 veröffentlichten Romane wurden in 12 Sprachen übersetzt, die meisten davon auch in Deutsch; einige sind verfilmt worden.
Cookson war für ihr bescheidenes, zurückgezogenes Leben bekannt. Sie wohnte in den letzten Jahren vor ihrem Tod in Newcastle upon Tyne. Die Grafschaft South Tyneside nennt sich bis heute „Catherine Cookson Country“ (Catherine-Cookson-Land) und hat einen literarischen Wanderweg angelegt, der dem Besucher das Leben und die Werke Catherine Cooksons näher bringen soll. Wenige Tage vor ihrem 92. Geburtstag starb sie als eine der wohlhabendsten Frauen Großbritanniens.

## Werke
Zu ihren erfolgreichsten Werken gehören:
- Kate Hannigan (1950)
- The Fifteen Streets (1952)
- Colour Blind (1953)
- Maggie Rowan (1954)
- Katie Mulholland (1967)
- The Cinder Path (1978)
- Tilly Trotter (1978)
- The Bailey Chronicles (1986–1990) (Trilogie)
- The Harrogate Secret (1988)
- The Gillyvors (1990)
- The Love Child: A Novel (1990)
- Mallen: Trilogie (1973–74)
- Mary Ann Serie: 9 Erzählungen (1956–1967)

Daneben schrieb sie eine Reihe von Kinderbüchern, die ebenfalls hohe Verkaufszahlen erreichten, unter anderem:
- Matty Doolin (1965)
- Joe and the Gladiator (1968)
- The Nipper (1970)
- Blue Baccy (1972) bzw. Rory's Fortune (1988)
- Our John Willie (1974)
  - deutsch, übersetzt von Angela Djuren: Das Geheimnis im Schloss. Heyne-Jugend-Taschenbücher, München 1976. ISBN 3-453-54117-0
- Mrs Flannagan's Trumpet (1976)
- Go Tell It to Mrs Golightly (1977)
- Lanky Jones (1981)
- Nancy Nutall and the Mongrel (1982)
- Rory's Fortune (1988) bzw. Blue Baccy (1972)
- Bill and The Mary Ann Shaughnessy (1991)